# Sebastian van Strien
Sebastian van Strien (* 21. April 1956 in Groningen) ist ein niederländischer Mathematiker, der sich mit dynamischen Systemen befasst.
Van Strien wurde 1982 bei Johannes Duistermaat an der Universität Utrecht (und bei Floris Takens von der University of Warwick)  promoviert (One Parameter Families of Vectorfields. Bifurcations near Saddle-connections) und nochmals bei David Rand (und Floris Takens) an der University of Warwick 1984 (Diffeomorphisms on Surfaces with a Finite Number of Moduli). 1982 bis 1992 war er Dozent (Universitair Hoofddocent) an der TU Delft und 1992 bis 1997 Professor an der Universität Amsterdam. 1997 wurde er Professor an der University of Warwick und 2012 am Imperial College London.
Mit Gennadi Levin veröffentlichte er 1998 Teilresultate zur MLC bzw. dem lokalen Zusammenhang von Julia-Mengen. Ein Beweis von ihm und Tomasz Nowicki von 1994 über die Existenz von Julia-Mengen mit positivem Lebesgue-Maß erwies sich als fehlerhaft, die Existenz wurde später von Xavier Buff und Arnaud Chéritat bewiesen. 1993 zeigte er mit Henk Bruin, Gerhard Keller und Tomasz Nowicki das polynomiale unimodale Abbildungen des Einheitsintervalls existieren mit Fibonacci-Dynamik, womit sie eine Frage von John Milnor beantworteten (der topologische und metrische Attraktor sind bei diesen Abbildungen verschieden). 2007 löste er mit Oleg Kozlovski und Weixiao Shen einen wichtigen Teil des elften Problems der Smale-Probleme: Hyperbolische Abbildungen sind dicht im Raum der {\displaystyle C^{k}}-Abbildungen eines kompakten Intervalls oder Kreises ({\displaystyle k=1,2,\cdot \cdot \cdot ,\infty }). Außerdem zeigten sie, dass jedes reelle Polynom durch ein hyperbolisches Polynom vom selben Grad approximiert werden kann. Mit Lasse Rempe-Gillen zeigte er, dass hyperbolische Abbildungen auch für große Klassen reeller transzendenter Funktionen dicht liegen (zum Beispiel auf der reellen Geraden beschränkte ganze transzendente reelle Funktionen, mit endlicher Anzahl von singulären Stellen, die alle reelle sind).
2014 war er eingeladener Sprecher auf dem Internationalen Mathematikerkongress in Seoul (mit Weixiao Shen: Recent developments in interval dynamics).
1996 bis 2013 war er Herausgeber von Ergodic Theory and Dynamical Systems. 1999 wurde er korrespondierendes Mitglied der Niederländischen Akademie der Wissenschaften. 2007/08 war er Leverhulme Research Fellow.

## Schriften (Auswahl)
- mit Welington de Melo: One-dimensional dynamics, Ergebnisse der Mathematik und ihrer Grenzgebiete, Springer 1993
- mit Henk Bruin, Gerhard Keller, Tomasz Nowicki: Wild Cantor attractors exist, Annals of Math., 143 (1996), 97–130
- mit Genadi Levin, Locally connected Julia sets of real polynomials. Annals of Math., 147 (1998), 471–541. Arxiv
- mit G. Levin, Bounds for interval maps with one inflection point II, Inventiones Mathematicae 141 (2000), 399–465.
- mit Henk Bruin, Weixiao Shen: Invariant measures exist without a growth condition, Commun. Math. Phys. 241 (2003), 287–306.
- mit Oleg Kozlovski, Weixiao Shen, Rigidity for real polynomials, Annals of Math., 165 (2007), 749–841.
- mit Henk Bruin, Weixiao Shen, Existence of unique SRB-measures is typical for unimodal families, Annales Scientifiques de l’ENS. 39 (2006), 381–534
- mit  Oleg Kozlovski, Weixiao Shen, Density of hyperbolicity in dimension one, Annals of Math., 166 (2007), 145–182.
- mit Colin Sparrow, Christopher Harris: Fictitious Play in 3x3 Games: the transition between periodic and chaotic behavior. Games and Economic Behavior, 63 (2008), 259–291. Arxiv
- mit Oleg Kozlovski: Local connectivity and quasi-conformal rigidity of non-renormalizable polynomials, Proceedings of the London Mathematical Society 99 (2009), 275–296. Arxiv
- mit Henk Bruin, Juan Rivera-Letelier, Weixiao Shen: Large derivatives, backward contraction and invariant densities for interval maps, Inventiones Mathematicae, 172 (2008), 509–533.
- mit  Henk Bruin, Monotonicity of entropy for real multimodal maps, Journal of the AMS. 28 (2015), 1–61.
- mit Lasse Rempe-Gillen: Density of hyperbolicity for real entire functions, Duke Mathematical Journal, Band 164, 2015, S. 1079–1137, Arxiv